# Kioene Arena
Die Kioene Arena ist eine Mehrzweckhalle in der italienischen Gemeinde Padua. Die Volleyballverein Pallavolo Padua ist seit 1987 in der Halle ansässig. Die Kioene Arena bietet 3.916 Sitzplätze zur Verfügung. Bei Spielen von Pallavolo Padua stehen 2.999 Plätze bereit. Der Namensgeber Kioene ist ein italienischer Hersteller von vegetarischen Lebensmitteln.

## Geschichte und Nutzung
Das Gebäude wurde Ende der 1970er Jahre erbaut, im Jahr 1980 fertiggestellt und als Palasport San Lazzaro eröffnet. Später wurde die Halle in PalaBernhardsson und PalaNet umbenannt. Die Halle dient hauptsächlich als Veranstaltungsort für Partien im Basketball, Handball und Futsal. Zwischen 2010 und 2015 war die Arena als PalaFabris bekannt. Die Arena bietet  eine Fläche von 45.000 m2. Das Hallenlicht leistet eine Beleuchtungsstärke von 1.700 Lux. Der Bau wurde für das Finale im Korać-Cup 1981/82, den UEFA-Futsal-Pokal 2007/08 sowie den UEFA-Futsal-Pokal 2011/12 genutzt. 
Eric Clapton, Bob Dylan, Tokio Hotel und Michael Bolton traten hier schon auf.